# Back Off Boogaloo
Back Off Boogaloo è un brano musicale pubblicato su singolo da Ringo Starr nel 1972. La canzone divenne un successo negli Stati Uniti raggiungendo la posizione numero 9 nella classifica Billboard Hot 100, ed ottenne il miglior piazzamento in classifica di Starr nella classifica britannica, dove fece ancora meglio e raggiunse la posizione numero 2.
Si tratta di uno dei pochi brani composti dal solo Starr senza l'apporto di aiuti esterni. George Harrison si occupò della produzione del brano e vi suonò la chitarra solista.
Il singolo originale è stato incluso come traccia bonus nella ristampa anni novanta dell'album Goodnight Vienna. Nel 1981, la canzone è stata poi rielaborata dallo stesso Starr, in un nuovo arrangiamento, ed inserita nel suo album Stop and Smell the Roses.
Il brano sul lato B invece era stato originariamente scritto per il film omonimo nel quale Ringo aveva recitato l'anno precedente. Il brano venne infine scartato dalla produzione e fu usato come lato B in questo singolo.

## Il brano

### Origine e storia
Durante una intervista del 1977, Starr spiegò che l'espressione "Back Off Boogaloo" era nata quando lui e il collega e amico di vecchia data Marc Bolan erano a cena insieme una sera, e Bolan usò la parola "boogaloo" più volte nel discorso. Starr raccontò che a cena finita, mentre era mezzo sveglio e mezzo assonnato, il ritmo e la melodia della canzone gli si formarono in testa come per magia. Il racconto contraddice una popolare leggenda che vorrebbe "Boogaloo" essere un soprannome per Paul McCartney, e l'intero brano un velato messaggio da parte di Starr a McCartney di "back off" ("lasciar perdere") le cause legali (recentemente McCartney aveva citato in tribunale gli altri tre ex compagni dei Beatles per motivi legati al loro management) e di tornare a produrre buona musica.

### Video
Il video promozionale della canzone mostra un barbuto Ringo Starr camminare tranquillamente seguito a pochi passi dal mostro di Frankenstein. Quando Starr si accorge del mostro che lo insegue, per nulla intimorito lo abbraccia e i due passano il resto della giornata insieme da buoni amici. Il mostro di Frankenstein appare anche sulla copertina del singolo.

## Tracce singolo
1. Back Off Boogaloo (Starkey) - 3:22
2. Blindman (Starkey) - 2:46